# Керсибал
Керсибал (др.-греч. Κερσίβαυλος) — фракийский правитель III века до н. э., возможно, галатский царь в Тилисе.
Об Керсибале известно только из нумизматического материала, схожего с монетами Александра Македонского. На аверсе серебряных тетрадрахм вычеканена голова Геракла. На реверсе присутствуют восседающий на троне Зевс, со скипетром и орлом в руках, а также легенда с надписью ΒΑΣΙΛΕΩΣ ΚΕΡΣΙΒΑΥΛΟΥ.
По замечанию некоторых исследователей, исходящих в том числе из сходства чеканки Керсибала с монетами галатского царя Кавара, предположительно, он также был кельтским властителем в Тилисе и правил примерно в 255—235 годах до н. э. (по другим оценкам примерно в 260—240/230 годах до н. э. или около 300 года до н. э.). Возможно, отцом Керсибала был Орсоалт, а его сыном и преемником — Коммоторий. Однако не исключено, что Керсибал — это личное имя Коммотория.